# King Ghidorah
 (août 2018).
- Si vous ne connaissez pas le sujet, laissez ce bandeau (vous pouvez alors contacter les auteurs).
- Si vous supprimez le contenu mis en cause (vous pouvez préalablement contacter les auteurs),

argumentez précisément cette suppression dans la page de discussion
(un manque de référence n'est pas un argument ; une recherche réelle de référence doit avoir été effectuée, être formellement documentée).
King Ghidorah (キングギドラ, Kingu Gidora), parfois appelé Ghidrah, Ghidora ou Monstre Zéro, est un Kaijū issu de plusieurs films des studios Tōhō. C'est un ennemi récurrent de Godzilla, parfois considéré comme son ennemi juré, assumant le rôle d'antagoniste principal dans la plupart des films dans lesquels il apparaît.

## Origine

### Showa
Dans la série Showa, tel qu'il est introduit dans le film d'Ishirō Honda  Ghidrah, le monstre à trois têtes (1964), il s'agit d'un monstre de l'espace arrivé sur Terre grâce à une météorite.

### Heisei
Dans la série Heisei,avec le film Godzilla vs King Ghidorah (1991), des voyageurs temporels ont remplacé le dinosaure irradié censé devenir Godzilla par trois petites créatures ailées qui les accompagnent, les Dorahs, qui ont reçu les mêmes radiations, ont fusionné et sont devenues le gigantesque King Ghidorah. Cependant, il est une fois de plus battu par Godzilla, toujours là malgré l'action des protagonistes.

### Millénium
Dans la série Millénium, avec le film Godzilla, Mothra and King Ghidorah: Giant Monsters All-Out Attack (2001), King Ghidorah a pour la première fois un rôle bienveillant, puisqu'il est l'un des trois esprits gardiens censés arrêter Godzilla qui sème la destruction. C'est l'unique fois où il fait partie des protagonistes. La raison de ce changement n'est cependant pas donnée, ce qui implique que le film se déroule dans sa propre continuité.

### Monsterverse
Finalement, le monstre intègre le MonsterVerse, puisque Legendary Pictures inclut King Ghidorah dans Godzilla 2 : Roi des monstres. L'origine de King Ghidorah subit apparemment plusieurs changements pendant la production. Pour les spectateurs, le suspense est maintenu tout au long de la période de production et pendant une bonne partie du film. En juillet 2017, une vidéo postée sur Twitter par le compte de Kong: Skull Island suggère qu'une autre super-espèce a été découverte sous les glaces de l'Antarctique. Elle est décrite comme « le diable à trois têtes ». On suppose alors que King Ghidorah aurait cette fois dans ce film une origine semblable à celle de Godzilla, soit une ancienne super-espèce qui réapparaît aujourd'hui. L'interrogation est levée pendant le film, King Ghidorah est bel et bien toujours une espèce extra-terrestre. Le personnage du Dr Chen révèle que "le diable à trois têtes" est arrivé sur Terre, il y a bien longtemps pour y imposer sa domination et est considéré comme un faux roi par le docteur Ishiro Serizawa, Godzilla étant le vrai roi.
Durant le film, King Ghidorah apparaît pour la première fois congelé dans la glace en Antarctique lorsque les écoterroristes, menés par le personnage de l'ancien colonel Jonah, accompagné de celui de Dr Emma Russell et de sa fille Madison, en otage, prennent d'assaut la base de Monarch au-dessus de lui, pour le réveiller. Lorsque tous les protagonistes, dont le père de Madison, Mark Russell, font face aux terroristes, Emma libère Ghidorah, à la surprise générale car se révélant de leur côté, et le dragon géant émerge du sol en détruisant la base, et tuant presque toutes les forces de Monarch. Les terroristes ont réussi à s'échapper en avance, utilisant une machine du Dr Emma, l'Orca, qui émet des signaux pour communiquer et contrôler les titans, pour éliminer le reste des personnages. Mais Godzilla arrive, et Ghidorah enchaîne un combat contre ce dernier, en tuant le Dr Graham au passage, avant de s'enfuir en disparaissant dans une tempête tropicale. Plus tard, lorsque Rodan est réveillé par Emma, et que les protagonistes l’emmènent loin de l’île d'où il a émergé, Ghidorah, qui a en réalité créé la tempête, réapparaît et bat rapidement le titan volant avant d'essayer de s'en prendre aux protagonistes qui ont récupéré des civils à bord de leur vaisseau nommé Argo. Pourtant, Ghidorah est happé à la dernière seconde par Godzilla qui prend l'avantage sur lui sous l'eau, lui arrachant une de ses têtes, mais l'armée envoie alors un missile nommé le Destructeur d'Oxygène censé tuer les deux monstres. Ghidorah survit sans séquelles apparentes, tandis que Godzilla "meurt", puis se pose sur le volcan de l’île de Rodan, régénère sa tête manquante, puis pousse un cri aigu réveillant tous les autres titans, se révélant être leur alpha, à la surprise de tout le monde, même des terroristes, et leur ordonne d'attaquer toutes les villes du monde, car les protagonistes comprennent qu'ils sont des prédateurs alpha pour les titans, et donc des concurrents pour lui. Or, lorsque Madison, ayant entendu sa mère vouloir attirer Ghidorah et en finir avec lui car il menace l'humanité contrairement au plan initial de la faire survivre en libérant les titans mais empêchée par Jonah qui veut voir le monde revenir à son état primaire, branche l'Orca dans un stade de Boston, et émet un signal basé sur celui des humains, stoppant tous les titans, Ghidorah va s’en charger personnellement au lieu d'émission, atterrit, et détruit les haut-parleurs diffusant le signal, avant de remarquer et d'essayer de tuer Madison. Il écrase l'appareil lorsque cette dernière le jette au loin et, tout en la fixant, se prépare à l'éliminer. Mais il est repoussé à la dernière seconde par Godzilla, toujours vivant grâce aux autres protagonistes qui lui ont donné une ogive nucléaire pour "ressusciter", et entame un combat violent, auquel se joint Mothra, le papillon géant, qui le met en difficulté, et Rodan, qui attaque cette dernière pour l’empêcher d'aider Godzilla. Finalement, le dragon prend grandement l'avantage sur son rival, l'emportant dans les airs et le faisant chuter de plusieurs kilomètres. Puis il tue Mothra, qui s'était débarrassée de Rodan, lorsqu'elle s'interpose pour protéger Godzilla, qui reçoit son énergie. Mais alors qu'il est en train d'achever son adversaire, Emma, qui a rejoint sa famille et décide de se sacrifier, réactive l'Orca, Ghidorah s'élance à sa poursuite, puis, lorsque cette dernière a un accident et prononce "Longue vie au roi" alors qu'il la regarde, Godzilla, dans une forme critique, à cause de l'énergie donnée plus importante que prévu, réapparaît, Ghidorah ne peut rien lui opposer et Godzilla le pulvérise en lui envoyant une série d'impulsions thermonucléaires. Cependant, la scène post-générique du film montre Jonah qui "prend" à des natifs de l’île d'où a eu lieu l'explosion du Destructeur d’Oxygène la tête de Ghidorah que Godzilla avait précédemment arrachée.
Dans le film Godzilla vs. Kong, on découvre que l'entreprise Apex Cybernetics a acquis la tête de Ghidorah, (Jonah leur ayant sans doute vendu), et l'ont utilisé pour créer Mechagodzilla afin de tuer Godzilla et tous les autres titans. Finalement la conscience de Ghidorah s'emparera de Mechagodzilla afin de tuer son ennemi juré et régner à nouveau. Mais Godzilla et Kong s'uniront pour détruire Mechagodzilla, détruisant également la conscience de Ghidorah pour de bon.

### Trilogie des animés
Dans Godzilla: Planet of the Monsters et ses suites, il y apparaît comme un être d'origine énergétique et extra-dimensionnelle, qui a aussi participé à la destruction de la Terre 20 000 ans avant le début de l'histoire du premier film.

## Description générale
King Ghidorah est un dragon de couleur dorée possédant trois têtes avec des cornes, des langues bifides, trois longs cous ornés d'épines, un corps massif, deux ailes en formes d'éventails, deux pattes et deux queues avec des épines aux extrémités. 
Entièrement bipède (sauf dans Godzilla 2 : Roi des monstres, dans lequel sa morphologie fut modifiée afin d'en faire une créature volante prenant appui sur ses ailes, et dans Godzilla: The Planet Eater où il ne se pose à aucun moment au sol), c'est un être cosmique qui voyage dans l'espace en semant le chaos et la destruction partout où il passe, ce qui fait de lui ce qu'on appelle généralement un "destructeur de monde". C'est aussi un des monstres les plus grands et puissants de l'univers (étant plus grand et fort que Godzilla) au point même que plusieurs monstres, devant faire équipe pour le vaincre, ont du mal à en venir à bout ensemble, seul Godzilla, qui est l'un des monstres les plus puissants de la Terre, peut lui tenir tête, faisant de lui son concurrent le plus important, d'où leur rivalité. Si King Ghidorah attaque souvent seul, il n'hésite pas à faire équipe avec d'autres monstres voulant détruire la terre, comme Gigan, lui aussi un monstre extraterrestre, ennemi de Godzilla, comme il est montré dans le film Godzilla vs Gigan (bien que les deux monstres soient contrôlés par des extraterrestres, mais gardent quand même une grande partie de leur volonté propre). Ses cris, contrairement aux autres monstres, sont assez aiguës et stridents.
La personnalité de King Ghidorah n'a que rarement été explorée dans les films, même si ses intentions de destruction aveugles et égoïstes sont tout à fait évidentes, et que comme tous les autres monstres et Kaijūs de la Toho, il possède une intelligence et une conscience égale à un être humain. Dans Ghidrah, le monstre à trois têtes, c'est un monstre spatial destructeur maléfique, et on dit qu'il détruit des planètes entières simplement pour son propre amusement. Il ne pense qu'à la façon de détruire toutes les autres créatures. King Ghidorah a détruit toute la civilisation de Vénus il y a des milliers d'années et a tenté de faire de même avec la Terre, seulement pour être contrecarré par les monstres de la planète. Mais alors que dans la plupart des continuités, King Ghidorah possède un degré plus ou moins élevé de libre-arbitre, même sous le contrôle des extra-terrestres, le King Ghidorah du MonsterVerse se distingue encore plus par sa personnalité assez explorée, ou du moins, les personnalités de ses trois têtes. Celui-ci semble même être d'une grande cruauté, tuant de nombreux militaires alors qu'il venait tout juste de se réveiller et n'hésitera pas à essayer de tuer une enfant si celle-ci se révèle à l'origine de sa perte de contrôle sur les autres monstres. Cependant, King Ghidorah ne se montre pas aussi ouvertement cruel que les incarnations précédentes car la plupart de ses victimes humaines singulières sont des personnes qui se sont mises sur son chemin, plutôt que des innocents. Alors que sa tête du milieu sourit parfois, il ne montre jamais la cruauté qu'il avait dans les films Showa où il gloussait fréquemment lorsqu'il causait le chaos. De plus, bien qu'il soit toujours un être destructeur, il est dit qu'il veut seulement provoquer la destruction pour terraformer la Terre à son goût plutôt que de la détruire complètement, contrairement à celui de Ghidorah, le monstre à trois têtes et rien ne dit qu'il a détruit d'autres planètes. avant. La tête du milieu est évidemment le chef des autres têtes et le plus froid, le plus concentré des trois et aussi le plus psychopathe, sadique et intelligemment cruel, car il sourit parfois de manière sadique au moment de tuer des humains. La tête de droite est plus concentrée sur la bataille, plus intelligente et pas aussi calme que les autres mais ne montre pas autant de sadisme ou de méchanceté que la tête du milieu. La tête de gauche est la plus calme des trois et aussi la plus inoffensive et la moins intelligente, étant très peu concentrée sur la bataille et préférant analyser ce qui se passe par curiosité, conduisant à la tête du milieu à parfois être déçue par la tête gauche, comme montré en mordillant occasionnellement dessus. Toutefois, au moment où Godzilla entre dans sa phase de surcharge et prend le dessus sur le dragon tricéphale, celui-ci semble terrorisé alors qu'il réalise qu'il est impuissant face à son adversaire.
King Ghidorah est inspiré dans sa conception et son ensemble par Yamato-no-Orochi, célèbre dragon à huit têtes de la mythologie japonaise, qui est lui aussi doté de mauvaises intentions.

## Facultés
Outre le fait de voyager dans l'espace, la principale capacité de King Ghiroah réside dans ses rayons de gravité jaunes que chaque têtes peut cracher. 
Dans Godzilla vs King Ghidorah, il peut enrouler ses cous autour de ses adversaires pour les étrangler. 
Dans Rebirth of Mothra 3, il peut projeter des éclairs de ses ailes, capturer des enfants dans une sorte de dôme organique, hypnotiser, cracher des boules de feu et se régénérer entièrement. 
Dans Godzilla, Mothra and King Ghidorah: Giant Monsters All-Out Attack, il peut administrer des décharges électriques en mordant et créer un bouclier d'énergie réfléchissant le souffle atomique de Godzilla. 
Dans  Godzilla: The Planet Eater, il peut voyager d'une dimension à l'autre en ouvrant des portails, créer des distorsions spatio-temporelles et devenir intangible. 
Dans Godzilla 2 : Roi des monstres, il peut créer des ouragans et des orages magnétiques lorsqu'il se déplace et absorber l'énergie en mordant.
Dans Godzilla vs King Ghidorah, après avoir été tué par Godzilla, sa dépouille est récupérée par les voyageurs du futur pour faire de lui un cyborg qu'ils utilisent contre Godzilla, prenant alors le nom de Mecha-King Ghidorah. Dans ce cas, il est contrôlé par un pilote, sa tête centrale, son torse et ses ailes sont remplacés par des pièces robotiques. En plus de ses pouvoirs naturels, il est alors équipé d'un canon laser dans sa tête robotique et d'un bras méchanique et de grappins électrifiés dans son torse.
Sinon, comme tous les autres Kaijū, Ghidorah possède un longévité éternelle, comme témoigne le film Rebirth of Mothra 3, où il est montré jeune au crétacé.

## Apparitions

### Films
1. 1964 : Ghidorah, le monstre à trois têtes (San daikaijû: Chikyu saidai no kessen), de Ishirō Honda
2. 1965 : Invasion Planète X (Kaijû daisenso), de Ishirô Honda
3. 1968 : Les envahisseurs attaquent (Kaijû sôshingeki), de Ishirô Honda
4. 1972 : Godzilla vs Gigan (Chikyû kogeki meirei: Gojira tai Gaigan), de Jun Fukuda
5. 1991 : Godzilla vs King Ghidorah (Gojira tai Kingu Gidorâ), de Kazuki Ōmori
6. 1998 : Rebirth of Mothra 3 (Mosura 3: Kingu Gidora raishu), de Okihiro Yoneda
7. 2001 : Godzilla, Mothra and King Ghidorah: Giant Monsters All-Out Attack (Gojira, Mosura, Kingu Gidorâ: Daikaijû sôkôgeki), de Shūsuke Kaneko
8. 2018 : Godzilla : Le Dévoreur de planètes (Godzilla : the planet eater), de Hiroyuki Seshita et Kōbun Shizuno
9. 2019 : Godzilla 2 : Roi des monstres (Godzilla: King of the Monsters), de Michael Dougherty

### Jeux vidéo
- Godzilla: Monster of Monsters (NES - 1988)
- Godzilla / Godzilla-Kun: Kaijuu Daikessen (Game Boy - 1990)
- Godzilla 2: War of the Monsters (NES - 1991)
- Battle Soccer: Field no Hasha (SNES - 1992)
- Super Godzilla (SNES - 1993)
- Kaijū-ō Godzilla / King of the Monsters, Godzilla (Game Boy - 1993)
- Godzilla: Battle Legends (Turbo Duo - 1993)
- Godzilla: Monster War / Godzilla: Destroy All Monsters (Super Famicom - 1994)
- Godzilla Giant Monster March (Game Gear - 1995)
- Godzilla Trading Battle (PlayStation - 1998)
- Godzilla Generations: Maximum Impact (Dreamcast - 1999)
- Godzilla: Destroy All Monsters Melee (GCN, Xbox - 2002/2003)
- Godzilla: Domination! (GBA - 2002)
- Godzilla: Save the Earth (Xbox, PS2 - 2004)
- Godzilla: Unleashed (Wii, PS2 - 2007)
- Godzilla Unleashed: Double Smash (NDS - 2007)
- Godzilla (PS3 - 2014 PS3 PS4 - 2014)

## Postérité
- King Giddra (en) (キングギドラ, Kingu Gidora?) est un groupe de rap japonais composé de Zeebra, K Dub Shine (en) et DJ Oasis (ja) ;
- Le rappeur britannique MF DOOM a sorti l'album Take Me to Your Leader sous le pseudonyme de King Geedorah, en référence au monstre.
- Gydra est un duo russe de DJs et producteurs de drum & bass.